# Pivo
Pívo je alkoholna pijača, pripravljena z varjenjem in fermentiranjem sladkorjev, ki s pomočjo encimov nastanejo iz škroba, katerega vir so običajno različna slajena in neslajena žita. Za varjenje piva se najpogosteje uporablja ječmen, uporablja pa se tudi pšenica, koruza, riž in proso. Velja za najstarejšo in najbolj priljubljeno alkoholno pijačo na svetu. Med vsemi pijačami je pivo na tretjem mestu po svetovni porabi. Pred njim sta le voda in čaj. Dejavnost proizvodnje piva imenujemo pivovarstvo. Pivo je bilo v zgodovini poznano že starim Egipčanom in Mezopotamcem, vendar so bila njihova piva popolnoma drugačna od današnjih.
Glavne sestavine piva so voda, slad, hmelj in kvas. Slad so namočena, nakaljena in zatem posušena ali pražena žitna zrna. Med kaljenjem v zrnju nastajajo encimi amilaze, ki razgrajujejo škrob v vodotopne sladkorje. Hmelj da pivu grenek okus, kvas pa povzroči alkoholno vrenje, v katerem nastaneta etanol in ogljikov dioksid. Ker se sestavine (tudi voda, ki igra pomembno vlogo pri okusu te pijače), od kraja do kraja močno razlikujejo, prav tako pa se razlikujejo tudi postopki varjenja, so različne tudi lastnosti piva (okus, barva, stopnja alkohola, pena, ...). 

## Zgodovina
Pivo naj bi izviralo iz Mezopotamije, kjer so ga izdelovali že v 4. tisočletju pr. n. št. in so ga uvrščali med osnovna živila. Pivo je v pisnih virih prvič omenjeno v hamurabijevem zakoniku ter v Himni boginji Ninkasi, nekakšni molitvi mezopotamski boginji piva, ki je hkrati služila tudi kot recept. Obstajajo podatki, da so v Mezopotamiji predelali v pivo kar 40 % vsega pridelanega žita (predvsem pšenice in ječmena). Do danes se je ohranilo veliko mezopotamskih receptov za pivo, med katerimi so tudi taki, ki zahtevajo dodatek k drozgi v obliki različnih aromatičnih rastlin, ki dajo pivu poseben okus. Za posebno močno pivo so Mezopotamci dodajali drozgi med vretjem tudi med.
V sumerskih tempeljskih državah so v zgodnjem 3. tisočletju pr. n. št. s pivom plačevali tudi delavce. Preprost delavec je dobil na dan liter piva, nižji uradnik dva litra, višji uradnik ter vse njegove žene pa po pet litrov piva dnevno.
Prvi kemični ostanki piva so bili najdeni na arheološkem najdišču Godin Tepe v gorovju Zagros v zahodnem Iranu in izvirajo iz časa med 3500 in 3100 pr. n. št..
Kdaj je pivo prišlo v Evropo, ni povsem jasno. Znano je, da so pivo pridobivali že v zgodnji bronasti dobi okoli leta 3000 pr. n. št.. Proizvodnja piva je takrat potekala v majhnem, družinskem obsegu. Takratno pivo se je od današnjih precej razlikovalo, ker je vsebovalo tudi sadje, med, različne rastline, začimbe in celo narkotične substance. Največja razlika med današnjim pivom in prvimi pivi je bila v tem, da v prvotnih pivih ni bilo hmelja, ki je bil v pisnih virih kot dodatek pivu omenjen šele okoli leta 822 v zapiskih nekega karolinškega meniha. Kasneje je hmelj kot dodatek k pivu v svojih zapisih omenila tudi srednjeveška opatinja Hildegarda iz Bingna.
Pivo so pred industrijsko revolucijo izdelovali in prodajali v majhnih količinah predvsem doma. Do 7. stoletja se je pivovarstvo razširilo tudi v samostane, ki so pivo izdelovali in prodajali v večjem obsegu. Med industrijsko revolucijo so se pojavile prve manufakture, ki so proizvajale pivo. Do 19. stoletja je tako postala domača proizvodnja piva že skoraj povsem zanemarljiva. Z iznajdbo areometra in termometra so pivovarji prišli do dveh pomembnih pripomočkov, ki sta ključno vplivala na proces varjenja piva, ker sta zagotavljala boljši nadzor nad procesi ter boljšo kakovost končnega proizvoda.

## Prapivo
Prvotno pivo ali prapivo so izdelovali brez kuhanja, samo z alkoholnim vrenjem. Razgradnjo škroba iz žita so dosegli s pomočjo človeške sline, ki vsebuje tudi nekaj amilaz, alkoholno vrenje pa so povzročile divje glive kvasovke iz zraka. Žito so v ustih dobro prežvečili, potem izpljunili v posode, kjer je zavrelo. Tako pripravljeno pijačo danes imenujemo prapivo. Nekatera ljudstva še danes pridobivajo pivo na podoben način. V Afriki ga imenujejo pombe, Dogoni v Sahelu varijo koni, staroselci v Ameriki pa čičo.
Na enak način so stari Slovani pridobivali alkoholno pijačo, imenovano kvas ali kisijel.
Kitajci so že v prazgodovini varili pivu podobne pijače iz slada ali iz neslajenega kuhanega žita s pomočjo gojenih plesni. Pivske tropine so uporabili kot sestavino mnogih jedi, na primer omak, v katerih evropska kuhinja uporablja vino. Hmelja niso poznali, zato je bilo pivo iz slada uporabno zelo malo časa. Proizvodnja takšnega piva je zato postopoma upadala in na koncu vladanja dinastije Tang popolnoma usahnila. Proizvodnja alkoholnih pijač iz kuhanega riža, obdelanega s plesnimi, se je ohranila. Takšne pijače Kitajci imenujejo riževo vino, čeprav so proizvedene iz žita in ne iz sadja,  Japonci pa sake, obe besedi pa lahko pomenita katerokoli alkoholno pijačo.
Kot surovino za varjenje piva so različna ljudstva uporabljala različna žita. V Babilonu in Egiptu sta se največ uporabljala ječmen in pšenica, v Afriki proso, v Ameriki koruza, v severni Evropi proso, ječmen, rž in oves, le redko pa pšenica.

## Varjenje piva
Varjenje piva je običajno razdeljeno na osem tehnoloških operacij: priprava slada, drozganje, odcejanje, kuhanje, fermentiranje, kondicioniranje, filtriranje in polnjenje.

### Priprava slada
Prva tehnološka operacija je priprava slada. Slad je včasih pripravljala vsaka pivovarna zase, danes pa ga večinoma proizvajajo samostojne sladarne.
Slad mora pred uporabo zoreti najmanj šest tednov (češki pivovarji pravijo, da se mora udomačiti), potem pa se zdrobi. Granulacija zdroba je zelo pomembna, ker po drozganju služi kot sredstvo za filtriranje sladice.

### Drozganje
Drozganje je proces, v katerem se zdrobljen slad pomeša z vročo vodo, da encimi alfa in beta amilaze razgradijo škrob v vodotopni sladkor, večinoma maltozo.
Zdrobljeni slad se pomeša s štirikratno količino vode in stalno meša. Začetna temperatura drozge je 35 °C, potem pa se postopoma segreje na 76 °C. Drozganje traja eno do tri ure. Zmes slada in vode se imenuje pivska drozga, sama raztopina pa sladica.

### Odcejanje
Precejanje je ločevanje sladice od izluženega slada. Odcejanje lako poteka na dva načina: skozi odprtino v dnu posode za drozganje, pri čemer za cedilo oziroma filter služi kar izluženo zrnje, ali skozi posebna plitva cedila. Sledi izpiranje zrnja z vročo vodo, ki z zrnja izpere ostanke sladice.

### Kuhanje
Kuhanje služi sterilizaciji sladice, izomerizaciji hmeljnih smol in izločanju žveplovih spojin, ki lahko kasneje kvarijo vonj in okus piva. Med varjenjem (kuhanjem) se dodaja hmelj, ki daje pivu značilen grenak okus in aromo. Beljakovine koagulirajo, pH raztopine pade, hlapne snovi z neprijetnim vonjem, med katerimi je tudi dimetilsulfid, pa izparijo. Kuhanje mora biti enakomerno in intenzivno in traja od 60-120 minut, odvisno od učinkovitosti sistema, ki je v uporabi.

### Fermentiranje
Sledi ohlajanje sladice in njeno prezračevanje s sterilnim zrakom ter dodajanje kvasa, ki povzroči alkoholno vrenje. Med fermentiranjem se sladkorji maltoza, maltotrioza, glukoza, fruktoza in saharoza pretvorijo v  alkohol, ogljikov dioksid in toploto. Fermentiranje lahko poteka v odprtih ali zaprtih posodah različnih oblik in velikosti. Na pokrovih zaprtih fermentatorjev je naprava za reguliranje tlaka, s katero se uravnava vsebnost  v pivu raztopljenega ogljikovega dioksida: višji tlak pomeni večjo vsebnost CO2.

### Kondicioniranje
Ko se večina sladkorjev pretvori v alkohol, se fermentacija upočasni, kvas pa se začne usedati na dno posode. Rezultat fermentacije je mlado pivo, ki se ohladi na temperaturo od -2 do 0 °C, kar pospeši usedanje kvasa ter koagulacijo beljakovin. Zaradi zmanjšanja topnosti se izločijo tudi snovi z neprijetnim vonjem, na primer spojine fenola, s čimer se izboljša okus piva. Postopek lahko poteka kar v fermentorjih ali pa v posebnih posodah pri povišanem tlaku, da se ogljikov dioksid ne izloči iz mladega piva.
Večina piv se nato filtrira, da se iz piva izloči vse trdne delce, s čimer se izboljša obstojnost in izgled piva, žal pa se s tem postopkom poslabša okus. Temu sledi pasterizacija (lahko poteka preko protitočnih toplotnih izmenjevalcev ali v tunelskih pasterjih) in pakiranje piva v steklenice ali sode. V nekaterih pivovarnah že uporabljajo postopek mikrofiltracije, s katero potreba po pasterizaciji odpade, s tem pa ohranijo boljšo organoleptično oceno končnega izdelka.

## Sestavine
Osnovne sestavine piva so voda, vir škroba (ječmenov, pšenični ali slad kakšnega drugega žita), kvas ter hmelj. Za pripravo piva se lahko uporabi tudi različna mešanica sladu, ki se mu lahko doda tudi sladkor. Take mešanice so po navadi uporabljajo za izdelavo cenenega piva, saj je proizvodnja take pijače bistveno cenejša od uporabe čistega ječmenovega ali pšeničnega sladu.

### Voda
Pivo je v največji meri sestavljeno iz vode. Različni vodni viri imajo različno vsebnost mineralov, zato je način varjenja in okus piva različen od regije do regije. Za primer lahko vzamemo Dublin. V njegovi okolici je voda trda, zaradi česar je najbolj primerna za varjenje piva, imenovanega stout. Takšno pivo je, na primer, Guiness. Plzen na Češkem ima mehko vodo, ki je primerna za varjenje svetlega ležaka. Najboljše plzensko pivo je pils pivo. V Burtonu v Angliji vsebuje voda veliko sadre, ki daje svetlemu alu tako značilen okus, da pivovarji pri varjenju te vrste piva vodi namerno dodajajo sadro. Postopek se imenuje burtoniziranje.

### Slad
Druga pomembna sestavina piva je slad. Iz slada se s postopkom drozganja ustvarja maltoza, (ki jo dobimo iz škroba), iz katere v procesu varjenja nastane alkohol in daje pivu značilen vonj in okus. Glavni vir škroba v pivovarstvu so žitarice, v Evropi večinoma ječmen, uporablja pa se tudi pšenico, oves, rž, ajdo in vrsto drugih kultur.
Škrob kot tak ni niti topen v vodi niti ne fermentira, zato ga je treba najprej pretvoriti v vodotopne sladkorje, predvsem maltozo, in dekstrine. Postopek se imenuje slajenje.
Dobro očiščeno in kalibrirano žitno zrnje se v posebnih stožčasto valjastih kovinskih posodah dva do tri dni namaka v topli vodi, da se navzame vode, ki jo potrebna za kaljenje, potem pa odcedi in razprostre po ravni površini do 10 cm visoko, da začne kaliti. Kaljenje poteka v temi in traja 6-8 dni. Žito se med kaljenjem večkrat premeša. V tem procesu se v zrnju začnejo sproščati encimi amilaze (diastaze), ki škrob v zrnju pretvorijo v sladkor. Nakaljeno zrnje se imenuje zeleni slad. Po kaljenju se kalčki odstranijo, zrnje pa se posuši.
Čas in temperatura sušenja sta odvisna od njegove namembnosti. V pivovarstvu se uporabljajo predvsem naslednje vrste slada: svetli (za svetla piva), poltemni (za dobarvanje svetlih piv ter poltemna in temna piva), karamelni, ki se deli na svetlega (sušen pri 120-130 °C) in temnega (sušen pri 150-170 °C) ter praženi, ki je zaradi praženja pri 210-220 °C zelo temen in ne vsebuje nobenih encimov. Obstajajo tudi posebne vrste slada, na primer diastazni, ki se suši pri največ 50 °C, protolitski in dimljeni, ki se uporablja za proizvodnjo viskija.

### Hmelj
Hmelj pivovarji dodajajo pivu zgolj zaradi izboljšanja okusa. Za ta namen se uporabljajo cvetovi hmelja, ki poleg okusa pomagajo tudi pri obstojnosti piva.
Hmelj so najverjetneje začeli dodajati pivu v nemških samostanskih pivovarnah. Znano je, da so ga leta 822 dodajali v pivo v Corveyu v Vestfaliji. Popularizacija hmelja pa se je začela v 13. stoletju. Pred tem, pa vse do 16. stoletja, ko je postal hmelj vsakdanji dodatek pivu, so vanj za okus dodajali druga zelišča, med katerimi je bila tudi bršljanasta grenkuljica (Glechoma hederacea). Pivu so dodajali tudi različne mešanice začimb, zelišč in jagod na podoben način kot danes dodajajo hmelj. Nekatere pivovarne, kot sta škotska Heather Ales company (pivo Fraoch') in francoska Brasserie-Lancelot (pivo Cervoise Lancelot) še danes za okus pivu namesto hmelja dodajajo druga zelišča.
Hmelj daje pivu nekaj ključnih željenih karakteristik. Pivu daje grenkobo, ki uravnava sladkobnost sladu, poleg tega pa prispeva tudi zeliščen in citronski priokus. Poleg tega vsebuje hmelj tudi antibiotik in kislino, kar pripomore k obstojnosti piva. Od vsebnosti hmelja je odvisna tudi pivska pena in njena obstojnost.

### Kvas
Kvas je sestavljen iz kvasovk, ki poskrbijo za fermentacijo piva in za spreminjanje sladkorja v alkohol in ogljikov dioksid. Poleg tega kvas močno vpliva tudi na okus in splošno aromo piva. Za pripravo piva se najpogosteje uporabljajo kvasovke Saccharomyces cerevisiae (za varjenje ale piva) ter Saccharomyces uvarum (za varjenje lagerja). Kvasovke Brettanomyces se uporabljajo za varjenje lambica, Torulaspora delbrueckii pa za varjenje bavarskega pšeničnega piva (weissbier).
Preden so pivovarji odkrili pomen kvasa za varjenje piva, je fermentacija potekala po naravni poti z različnimi naravnimi kvasovkami, ki pa so bile zelo različne, zaradi česar fermentacija ni potekala kontrolirano. Tak način se danes zelo redko še uporablja pri varjenju nekaterih vrst lambica.

### Bistrila
Po končanem zorenju je pivo še vedno bolj ali manj motno, zato nekateri pivovarji dodajajo pivu bistrila. Bistrila adsorbirajo in oborijo vse trdne delce in beljakovine in se skupaj z njimi izločijo, tako da ostanejo v pivu samo v sledovih. Proces se imenuje bistrenje. Za kristalno bistrost piva in njegovo čim daljšo obstojnost je treba pivo še prefiltrirati. Pred polnjenjem se pivo še toplotno obdela - pasterizira, s čimer se podaljša predvsem biološka trajnost piva.
Pivo je občutljivo na sončno svetlobo in toploto ter na velike temperaturne spremembe. Zato ga je treba hraniti v temnem in hladnem prostoru (do 10 °C). Pravijo, da je pivo trajno, dokler je bistro.

## Delitev
Pivo se lahko deli na različne načine, najbolj pogosto se jih deli glede na kulturo kvasovk.

### Kultura kvasovk
1. Pivo spodnjega vrenja: pri tej vrsti piva se uporabljajo pivske kvasovke, ki se po končanem alkoholnem vrenju usedejo na dno vrelnega tanka ali fermentorja. Med najpomembnejše vrste piva spodnjega vrenja prištevamo tako svetla kot temna piva. Najbolj znana piva spodnjega vrenja so: nemško pivo poznano pod imenom Helles (svetlo) in Dunkles (temno); avstrijsko pivo Wiener, ponekod imenovano tudi marčno pivo; piva plzenskega tipa Pils (Budvar, Budweiser, laški Zlatorog, unionski Pils); pivo tipa Dortmunder (unionsko navadno pivo); pivo tipa Bock, ki ga prodajajo pod raznimi komercialnimi imeni, kot so Maibock, Weihnachbock; pivo tipa Ležak...

1. Pivo zgornjega vrenja: so vsa piva starega tipa, pri katerih se glivice kvasovke po končanem alkoholnem vrenju dvignejo na gladino piva v vrelnem tanku. V mnogih tradicionalnih pivovarniških deželah (Velika Britanija, Belgija, Nemčija) so piva tega tipa še vedno precej popularna. Piva zgornjega vrenja se na splošno imenujejo Ale, ponekod pa to ime uporabljajo tudi kot ime za blagovno znamko. Pivo tipa ale je pravzaprav nezrelo pivo, ki dokončno dozori šele v kleti obrata, kjer poteka sekundarna fermentacija in pivo dozoreva. Najpomembnejše vrste piva zgornjega vrenja so: Pale ale, grenko pivo, ki ga američani varijo z izdatno količino hmelja, Indian pale ale, ki je krepkejša različica pale ale piva, z več alkohola in hmelja, temni Porter in Stout, tudi belgijska trapistovska piva…

1. Kisla piva: Kislino ta piva dobijo z dodajanjem različnih kultur mikroorganizmov, ki so sicer naravni sovražnik v klasičnih pivih. Obstajata dva glavna načina, kako se ti mikroorganizmi dodajajo. Klasični belgijski način je, da pivo po kuhanju hladijo v velikih bazenih, ki so neposredno izpostavljeni zunanjemu zraku, tako da se mikrobi preprosto sami vselijo v pivo. Pogosto taka piva fermentirajo v lesenih sodih, kjer te kulture že bivajo in tako se menja samo vsebino, les, ki pa je prepojen z določeno kulturo pa ostane vedno isti in tako prenaša karakter iz prejšnjega v naslednje pivo. Mnogo bolj novodoben način pa je, da se te kulture dodaja tudi popolnoma namensko, kjer se seveda mnogo bolj nadzoruje in odloča, katere mikroorganizme želimo prisotne v pivu. Najpogosteje vrste so: Lambic, Gueze, Flamsko rdeče in Berliner Weisse.[37]

V Sloveniji pa so najbolj razširjena svetla piva dveh velikih pivovarn: ljubljanske Pivovarne Union in Pivovarne Laško.
Mešanica piva in oranžade oziroma limonade se imenuje radler (nemško kolesar). V Sloveniji je mešanica poimenovana bicikl - verjetno zato, ker je narejen iz dveh pijač in so ga v glavnem pili vozniki in kolesarji za potešitev žeje.

### Alkoholne stopnje
Alkoholna stopnja piva je lahko zelo različna in se po navadi giblje med 3 % in 30 % volumenskih procentov. Alkoholna stopnja piva med različnimi znamkami močno varira.. Prav tako je različna stopnja med različnimi vrstami piva. Svetli lager ima alkoholne stopnje med 4–6 %, večina pa ima alkoholno stopnjo okoli 5 % Alkoholna stopnja britanskih aleov je nižja in po navadi znaša okoli 4 %. Nekatere vrste piva (na primer belgijska) imajo alkoholno stopnjo le okoli 1 % in jih zato v šolah strežejo kot osvežilno pijačo šolarjem.
Alkohol v pivu nastane s fermentacijo sladkorjev. Glavna dejavnika, ki določata končno alkoholno stopnjo, sta tako vsebnost sladkorja v drozgi in vrsta kvasa, ki se uporablja pri fermentaciji drozge. Pri nekaterih vrstah piva v drozgo dodajajo sladkor, da bi s tem povišali alkoholno stopnjo. Pri nekaterih vrstah piva, predvsem pri lahkih pivih, pa v drozgo dodajo še posebne encime, ki kompleksne ogljikove hidrate spremenijo v sladkor. Alkohol, ki nastane s procesom fermentacije, ubija kvasovke, ki ne morejo preživeti v tekočinah, ki imajo alkoholno stopnjo višjo od 12 %. Nižjo stopnjo alkohola v pivu dosežejo z nizkimi temperaturami in s kratkim časom fermentacije.
V zadnjem času se je povečala proizvodnja nizkoalkoholnega in brezalkoholnega piva. Tovrstno pivo proizvajajo na različne načine. Ena glavnih metod pa je uporaba vrtečega stožčastega stolpa (Spinning Cone Column - SCC). SCC izdeluje avstralsko podjetje, sestavljen pa je iz posebnih stolpov, v katerih so nasproti vrteči se in stacionarni stožci, ki vsebujejo plin in tekočino.
Po stenah stolpa teče tanka plast tekočine, ki se preliva preko stožcev s pomočjo gravitacije in centrifugalne sile. Plin, ki je v resnici para, se dviga po sredini stolpa med stožci. Posebne lopatice na spodnjih vrtečih se stožcih povzročajo turbulenco, kar povzroča učinek sesanja iz stožcev s pomočjo nižanja pritiska v stolpu. Alkohol namreč izpareva pri nižji temperaturi kot voda in se tako izsesa iz stožca v glavno posodo. Zaradi turbulence, nižanja pritiska in oblike posode se lahko pri tej metodi uporabljajo precej nižje temperature, kot so se uporabljale v preteklosti. Sistem tako v stolpu danes deluje pri temperaturah med 40 in 45 °C.

## Serviranje

### Točeno pivo
Točeno pivo je izraz za pivo, ki se postreže natočeno v kozarec iz soda, ki je pod pritiskom, za potisni plin pa se uporablja ogljikov dioksid (CO2) ali mešanica ogljikovega dioksida in dušika. Dušik vpliva na velikost mehurčkov v pivski peni, ki so pri tovrstnem pivu precej manjši, pena pa je gostejša in bolj kremasta. Večina piva se v svetu proda na tak način. V zadnjem času so na tržišče prišli tudi manjši sodčki za enkratno uporabo, ki že vsebujejo ves potreben ogljikov dioksid.
V osemdesetih letih 20. stoletja je irska pivovarna Guinness predstavila inovativen sistem pakiranja piva z dušikom. V pločevinki se tako nahaja posebna kroglica, napolnjena z dušikom pod pritiskom. Ob odprtju dušik zapusti kroglico skozi majhne luknjice in ustvari v pločevinki gosto peno, ki je podobna tisti s točenega piva.
V lesene ali kovinske sode klasičnih oblik shranjujejo ale, ki so nefiltrirani in nepasterizirani. Tako pivo dokončno dozori šele v obratu, kjer ga točijo. Sode skladiščijo v vodoravnem položaju v kleti lokala na temperaturi med 12 in 14 °C. Ko sod odprejo, se usedlina dvigne, zaradi česar je potrebno nekaj časa, da se pivo spet zbistri. Točijo ga s pomočjo ročnih črpalk ali s pomočjo gravitacije.

### Pakirano pivo
Večina piva je pred pakiranjem v steklenice ali pločevinke prefiltriranega. Kljub temu pa nekatere vrste piva še vedno vsebujejo majhne količine kvasa. Včasih je to posledica nefiltriranja, včasih pa pivo najprej filtrirajo in mu nato ponovno dodajo sveži kvas. Pri takem pivu je priporočljivo počasno točenje v kozarec, da kvas ostane na dnu steklenice. Seveda nekateri pivci pivo rahlo premešajo in kvas zlijejo v kozarec. Takšna je predvsem praksa pri pitju pšeničnega piva.
Mnogo vrst piva prodajajo tudi v pločevinkah, vendar se priljubljenost takšnega pakiranja od države do države razlikuje. Leta 2001 so na Švedskem tako prodali kar 63,9 % piva v pločevinkah. Tako pakirano pivo se lahko uživa naravnost iz pločevinke ali pa se ga natoči v kozarec. Pločevinka zagotavlja, da pivo ni izpostavljeno sončni svetlobi. Nekateri pivci piva sicer še vedno ne zaupajo pločevinkam kot ustrezni embalaži, vendar pa je kvaliteta piva v pločevinkah po raziskavah povsem enaka kvaliteti piva iz steklenic. V zadnjem času se kot embalaža za pivo pojavljajo tudi plastenke.

### Kozarci za pivo
Pivo se običajno pije iz steklenih kozarcev, lahko pa tudi iz glinenih, porcelanastih ali pločevinastih vrčkov, kar je v največji meri odvisno od zahteve pivca, pa tudi od kulture države in vrste piva.
Pri točenju piva ima največjo vlogo na zunanji izgled in okus piva njegovo točenje. Od kota, pod katerim je obrnjen kozarec, hitrosti točenja in količine potisnega plina je odvisna predvsem obstojnost pene in količina ogljikovega dioksida v pivu.

### Servirna temperatura
Temperatura, pri kateri se posamezno pivo servira, je prav tako odvisna od kulture, vrste piva in zahteve pivca. Bolj hladna piva so bolj osvežilna, toplejša pa razkrivajo več okusa. Načeloma se najbolj hladna strežejo svetla piva tipa lager, nekoliko manj ohlajena piva tipa svetli ale, stouti pa naj bi se stregli na sobni temperaturi.
Poznavalec piva in pisatelj Michael Jackson je predlagal petstopenjsko temperaturno lestvico za serviranje različnih vrst piva: močno ohlajeno (7 °C) za svetla piva (svetli lager); ohlajeno (8 °C) za Berliner Weisse in ostala pšenična piva; manj ohlajeno (9 °C) za temna lager piva, altbier in nemška pšenična piva; kletna temperatura (13 °C) za britanska piva tipa ale, stout in večino belgijskih vrst; sobna temperatura (15,5 °C) za močna temna piva tipa ale (še posebej za trapistovsko pivo) in ječmenovo vino.
Pitje močno ohlajenega piva se je razširilo šele s pojavom umetnega ohlajevanja piva v 1870-ih, predvsem v deželah, kjer so proizvajali svetle lagerje. Ohlajevanje piva pod 15,5 °C začne povzročati izgubljanje občutka za okus, ki se drastično zmanjša pod 10 °C. To je sprejemljivo za piva brez izrazite arome, ni pa sprejemljivo za piva z močno cvetico in kompleksnim okusom. Cask Marque, neprofitna organizacija ljubiteljev piva iz Združenega kraljestva, je standarde za serviranje piva postavila na temperature med 12 in 14 °C za točena piva tipa ale.

## Vpliv piva na zdravje
Pivo vsebuje alkohol, zaradi česar ima enak vpliv na zdravje kot ostale alkoholne pijače, če se njegovo uživanje zlorablja. Zmerno uživanje piva pa, podobno kot uživanje drugih alkoholnih pijač, lahko zmanjša možnost srčnih obolenj in infarkta. Japonska raziskava, ki so jo izvedli leta 2005, je pokazala, da pivo z nizko vsebnostjo alkohola zmanjšuje možnost rakavih obolenj. Kljub temu pa pretirano in dolgotrajno uživanje alkohola lahko privede do alkoholizma in jetrnih obolenj. 

### Prehranska vrednost piva
Analiza enega litra piva je v Pivovarni Laško dala sledeče rezultate:
Vsebnost vitaminov:
- vitamin B1 (tiamin, anevrin) - 0,02 mg
- vitamin B2 (laktoflavin, riboflavin) - 0,03 - 0,04 mg
- vitamin B6 (piridoksin) - 0,5 mg
- vitamin B5 (pantotenska kislina) - 8,8 mg
- vitamin H (biotin) - 5 mg

Poleg vitaminov vsebuje pivo še rudnine fosfor, kalij, magnezij, žveplo, natrij in fluor. V njem se nahajajo tudi oligoelementi baker, mangan, cink, aluminij in železo.
Kvas je prav tako bogat vir življenjsko pomembnih snovi, ki so prisotne tudi v pivu. Prav zaradi prisotnosti teh snovi pivu pogosto pravijo »tekoči kruh«. Nekatere raziskave so pokazale, da ima filtrirano pivo precej manj teh snovi.